# Dierenspiegel
Dierenspiegel was een tweemaandelijks tijdschrift, opgestart per november/december 1961, waarin geschreven werd over wetenswaardigheden met betrekking tot voeding, verzorging, huisvesting, en fokkerij of kweek van kleine huisdieren zoals honden, katten, konijnen, duiven, volièrevogels en aquariumvissen. 
In het tijdschrift zouden:
... op populair wetenschappelijke wijze de liefhebbers van huisdieren voorgelicht worden, hun vragen beantwoord worden, en zal getracht worden belangstelling te kweken voor alle dieren die in het gezin een rol spelen.
De lezerskring was te vinden zowel in Nederland als België.